# Bitka na Little Bighornu
Bitka na Little Bighornu bila je posljednja bitka potpukovnika Custera u kojoj je masakrirana cijela konjička pukovnija 25. lipnja 1876. godine od strane ujedinjenih Indijanskih plemena Siusa, Arapaha i Šajena pod vodstvom poglavice Bika Koji Sjedi.

## Uvod u bitku
Nakon završetka Građanskog rata, kontroverzni američki konjički časnik Custer dobio je čin potpukovnika i postavljen je na čelo 7. konjičke pukovnije koja je uredovala na tzv. Indijanskom teritoriju. Sudjelovao je u bitkama protiv plemena Šajena, a našao se i na vojnom sudu jer je napustio postrojbu zbog posjeta bolesnoj ženi u utvrdi Fort Hayes. Godinu dana bio je pod suspenzijom, a onda se pročuo pothvatom protiv Indijanaca: kod Washite jednostavno je dao masakrirati sve živo. Postrojbu su mu raspustili, a ponovno je okupili tek dvije godine kasnije kad je nastala zlatna groznica u Dakoti. Bilo mu je zapovjeđeno da prati skupinu ljudi koji su iz utvrde Fort Rice kretali na sjever: 1500 vojnika štitilo je 373 civila i 275 kola s opremom. Među civilima bilo je podosta novinara, fotografa i rudara koji će uskoro naći zlato.
Veće teškoće u napokon relativno mirnim odnosima između bijelaca i Indijanaca nastale su godine 1875. kad su Siusi odbili prodati područje zvano Black Hills, premda im je bilo ponuđeno čak šest milijuna dolara. Godinu dana kasnije, na čelu svoje 7. konjičke, Custer se našao u području Montane i blizu mjesta Rosebud (Ružin Pupoljak) okrenuo na zapad prema rijeci Little Bighorn. Usput je posve neočekivano naišao na tabor Indijanaca Siusa i slavohlepan, podcijenivši njihovu snagu i broj, smjesta krenuo u napad. Pomalo nepromišljeno i ne pokoravajući se zapovijedima svojeg nadređenog generala Terryja, svoju je postrojbu razdijelio u tri dijela: časnik Benteen našao se tako na čelu 125 ljudi na južnoj strani, bojnik Reno sa 115 ljudi na drugoj strani rijeke, a sam Custer je ostao na ovoj strani rijeke, zajedno s 264 svoja vojnika. Nimalo se nije obazirao na izvješća svojih indijanskih uhoda: bio je nasuprot najvećeg broja okupljenih Indijanaca u povijesti - čak šest združenih plemena, petnaestak tisuća Indijanaca među kojima barem dvije i pol tisuće vrsnih ratnika.

## Jedan preživjeli
Indijanci su imali golemu premoć u broju ljudi i Custerovi su vojnici jednostavno bili masakrirani, dok su Benteen i Reno nekako pregrupirali svoje snage, ali nisu dospjeli pomoći svom zapovjedniku i njegovim ljudima. I sami Indijanci, a među njima poglavice Bik Koji Sjedi, Hrabri Vuk (Honehe Ehatamahe) i Ludi Konj kasnije će ustvrditi kako tako hrabre vojnike nikad nisu vidjeli. Oko Custera i zajedno s njim poginuli su svi, osim jednog izvidnika. Taj dio 7. konjičke bio je smaknut za manje od sat vremena. Kad je dva dana kasnije stiglo pojačanje generala Terryja, njegovi su vojnici našli 197 mrtvih tijela, uključujući i Custerovo.
Bilo je golo, ali ne i unakaženo, s dvije rane u predjelu srca i jednom na čelu. Svaka je od njih bila smrtonosna. Indijanci nisu znali tko ga je i kad ubio, a nitko to ne zna ni danas. Dugo vremena nakon bitke Indijanci nisu znali čak niti da je Custer u njoj sudjelovao.
U trenutku smrti imao je 37 godina, ali mnogi su bili skloni ustvrditi kako zapravo nikad nije u potpunosti odrastao. Vojni je nauk kao posljednji u svojoj klasi završio u West Pointu, početak američkog Građanskog rata dočekao kao potporučnik vojske Unije, a njegov završetak s činom general bojnika.
Bitka kod Little Bighorna značila je najteži poraz SAD-a u sukobima s Indijancima, ali je i zauvijek zapečatila indijansku sudbinu: svi su mostovi za suradnju i pregovore bili porušeni, a vojni je vrh vapio za konačnim rješenjem indijanskog pitanja. Konjičke su pukovnije povećavale broj ljudi, a mnoge od njih prerastale u Custerove osvetnike. Petnaestak godina kasnije američki Indijanci više neće pružati oružani otpor.

## Little Bighorn danas
Na mjestu masakra, danas je spomenik s imenima onih koji su tu doslovce ostali ležati zauvijek: nedaleko je groblje palih, a među grobovima je i Custerov, iako ne nedostaje niti spomenika posvećenih Indijancima. Napokon, samo bojno polje je između dva velika indijanska rezervata: Crow Indian Reservation na zapadu, i Northern Cheyenne na istoku.
U Montani, prostoru zadivljujuće prirodne ljepote, živi nešto manje od milijun ljudi. Sva je prilika da je bijelaca devedesetak posto. Preostalih desetak posto čine uglavnom Indijanci, među inima i potomci onih koji su sudjelovali u bici. Mjestašca i gradići, međusobno su prilično razdvojeni, i ne podsjećaju baš na američka naselja koja se vide u filmovima ili o kojima govore pisana djela o američkoj unutrašnjosti. Amerikanci su česti posjetitelji Europe, uglavnom kao članovi organiziranih turističkih skupina, a među organizatorima prednjače touroperatori poput britanskog Trafalgara i američkog TAUCK Toursa, ali sudionici takvih putovanja iz Montane vrlo su rijetki. Sve su rjeđi i medvjedi grizliji koji su u međuvremenu postali zaštitnim znakom države koja čak i u sredini svoje plave zastave donosi krug u kojem dominiraju visoki vrhovi planina i duboki kanjoni.
Poprištu bitke kod Little Bighorna najbliže je mjesto Busby. Jest da nema ni sedam stotina duša, ali gotovo je u potpunosti naseljeno Indijancima. Žena ne nedostaje, brojem su gotovo izjednačene s muškarcima, ali čak 40% obitelji statistički ne prelazi prag siromaštva, što prevedeno na svakodnevni jezik znači da žive na rubu egzistencije. Malobrojne poslove daju im uglavnom nacionalni park ili memorijalno područje koje posjeti nešto manje od pola milijuna ljudi godišnje.

## Vanjske poveznice
- The Battle of the Little Bighorn, 1876
- Little Bighorn Battlefield -The Battle of Little Bighorn